# Guilhèstra
Guilhèstra (en francès Guillestre) és un municipi francès situat al departament dels Alts Alps i a la regió de Provença – Alps – Costa Blava.

## Demografia
| 1841                                       | 1962  | 1968  | 1975  | 1982  | 1990  | 1999  | 2006  | 2015  |
| ------------------------------------------ | ----- | ----- | ----- | ----- | ----- | ----- | ----- | ----- |
| 1.759                                      | 1.448 | 1.479 | 1.466 | 1.937 | 2.000 | 2.211 | 2.247 | 2.301 |
| Des de 1962: població sense dobles comptes |       |       |       |       |       |       |       |       |

## Administració
| Període   | Identitat          | Partit              |
| --------- | ------------------ | ------------------- |
| 2001-2008 | Armand Jallut      | divers droite       |
| 2008-2020 | Bernard Leterrier  | Los Verds puix EELV |
| 2020-     | Christine Portevin | sense               |